# 小山拓志
小山 拓志（こやま たくし，1981年11月 - ）は、日本の地理学者。国士舘大学文学部准教授。博士（地理学）（明治大学）。

## 略歴・人物
1981年茨城県北相馬郡藤代町（現取手市）生まれ。取手市立藤代南中学校，土浦日本大学高等学校卒業。
- 2005年3月   明治大学文学部史学地理学科地理学専攻卒業
- 2007年3月   明治大学大学院文学研究科地理学専攻博士前期課程修了
- 2012年3月   明治大学大学院文学研究科地理学専攻博士後期課程修了

- 2009年4月 - 2012年3月  明治大学文学部専任助手
- 2012年4月 - 2012年8月  立命館大学文学部地理学専攻 実習助手
- 2012年9月 - 2015年3月  大分大学教育福祉科学部講師

- 2015年4月 - 立命館アジア太平洋大学非常勤講師
- 2015年4月 - 2024年3月 大分大学教育学部 准教授
- 2018年4月 - 2024年3月 大分大学減災・復興デザイン教育研究センター 兼担教員
- 2024年4月 - 現在　国士舘大学文学部史学地理学科地理・環境コース准教授

専門分野は自然地理学、特に地形学・地生態学。それ以外に，地理教育、ICT教育、自然災害、活断層、防災・減災教育（特別支援学校，幼稚園含む）、液状化現象など。現在は南極と火星の地表面環境の研究を行う。

## 社会活動
- 2020年12月 - 2024年3月 佐伯市教育委員会 佐伯市史編さん資料調査編集委員会
- 2018年4月 - 日本地理学会 災害対応委員会（九州地域災害対応拠点）委員
- 2018年4月 - 茨城地理学会 編集委員
- 2017年4月 - 2024年3月 大分地区地理空間情報活用推進に関する検討会委員
- 2017年4月 - 2018年3月 大分県 祖母傾国定公園自然環境学術調査委員会（地形・地質班主任）
- 2017年4月 - 国土地理院 全国活断層帯情報整備検討委員会
- 2016年4月 - 2024年3月 大分県 防災教育推進委員会（委員長）
- 2015年4月 - 2016年3月　第57次日本南極地域観測隊隊員（中央ドロイングモードランド地学調査隊）

## 著書
- 1:25000活断層図「上野」 堤浩之, 熊原康博, 小山拓志, 杉戸信彦, 岩佐佳哉 (担当:共著) 国土地理院 2021年9月
- 1:25000活断層図「平松」 杉戸信彦, 熊原康博, 小山拓志, 堤浩之 (担当:共著) 国土地理院 2021年9月
- 1:25000活断層図「下梨」 後藤秀昭, 中埜貴元, 小山拓志, 山中蛍 (担当:共著) 国土地理院 2020年11月
- 1:25000活断層図「白鳥」 熊原康博, 石村大輔, 金田平太郎, 小山拓志 (担当:共著) 国土地理院 2020年11月
- 1:25000活断層図「立山」 金田平太郎, 岡田篤正, 岡田真介, 小山拓志, 宮内崇裕 (担当:共著) 国土地理院 2019年
- 1:25000活断層図「日奈久」千田 昇, 楮原京子, 熊原康博, 後藤秀昭, 小山拓志, 熊木洋太, 中田高 (担当:共著) 国土地理院 2018年
- 1:25000活断層図「八代 改訂版」後藤秀昭, 楮原京子, 熊原康博, 小山拓志, 千田昇, 中田高 (担当:共著) 国土地理院 2018年

## 所属学会
- 日本地球惑星科学連合
- 駿台史学会
- 茨城地理学会
- 北海道地理学会
- 地理科学学会
- 東北地理学会
- 日本地図学会
- 日本地形学連合
- 東京地学協会
- 日本第四紀学会
- 日本地理学会
- 日本山岳文化学会